# قنفذي روسي
القنفذي الروسي نوع نباتي ينتمي إلى جنس القنفذي من الفصيلة النجمية.